# Mirko Tremaglia
Mirko Tremaglia (Bergamo, 17 de noviembre de 1926 – Bergamo, 30 de diciembre de 2011) fue un político y abogado italiano. Famoso en su juventud como soldado fascista, fue uno de los máximos exponentes de la extrema derecha durante la "Primera República" (1948-1994).

## Biografía
Tremaglia creció asimilando los valores fascistas en su infancia y adolescencia. Durante la Segunda Guerra Mundial, luchó, a los 17 años, en la Guardia Nazionale Repubblicana de la República Social Italiana, un gobierno títere controlado por la Alemania Nazi. En los siguientes meses, Tremaglia perdió a sus padres y fue hecho prisionero por los Aliados e internado en el Campo de prisioneros para fascistas de Coltano.
Ya en la posguerra, se unió a la Universidad Católica del Sagrado Corazón, pero fue expulsado cuando su conoció su pasado fascista. Posteriormente, se graduó en derecho después de ejercer como abogado.
Fue cofundador del Movimiento Social Italiano en 1946 y de su partido sucesor, la Alianza Nacional en 1995. Entre 2001 y 2006 ejerció la cartera de Ministro sin cartera de los Italianos en el Mundo en el segundo y tercer Gabinete de Silvio Berlusconi. Bajo el gobierno, Bajo este gobierno es recordado por la Ley 459 de 2001 "para el ejercicio del derecho al voto de los ciudadanos italianos residentes en el extranjero", conocida como "Ley Tremaglia".
En 2008 se unió al partido Polo por las Libertades, pero en 2010 siguió a Gianfranco Fini a su nuevo partido Casa de las Libertades. Tremaglia murió en su casa en Bergamo, después de una larga lucha con la Enfermedad de Parkinson.

## Polémicas
Tremaglia fue el centro de la polémica al defender a su colega católico y profundamente homófobo Rocco Buttiglione, después de las elecciones al Parlamento Europeo de 2004, diciendo: "Desafortunadamente, Buttiglione ha perdido. Pobre Europa: los maricas están en el gobierno mayoritario". Por esta declaración, Tremaglia fue reprendido y criticado por varios miembros de varios partidos del espectro político italiano.